# Ана (ураган, 2014)
Ураган «Ана» (англ. Hurricane Ana) — другий тропічний циклон у 2014 році, який загрожував американському штату Гаваї прямим ударом після Ізель в серпні. Двадцять перший названий шторм і п'ятнадцятий ураган тихоокеанського сезону ураганів 2014 року.
Оскільки спочатку передбачалося, що Ана вразить Великий острів Гаваї на початку його існування, спостереження за тропічним штормом та, зрештою, попередження були видані напередодні шторму. Пізніше вони були розширені майже по всьому ланцюгу островів, оскільки Ана рухалась на захід більше, ніж передбачалося. На найближчому підході з циклону випав проливний дощ майже до 11 дюймів (28 см), хоча найсильніший дощ оминув Гаваї майже на 20 миль (32 км), запобігши потенційно небезпечному сценарію повені. Смуга тропічного штормового вітру також оминула острови, значно зменшивши шкоду.

## Метеорологічна історія

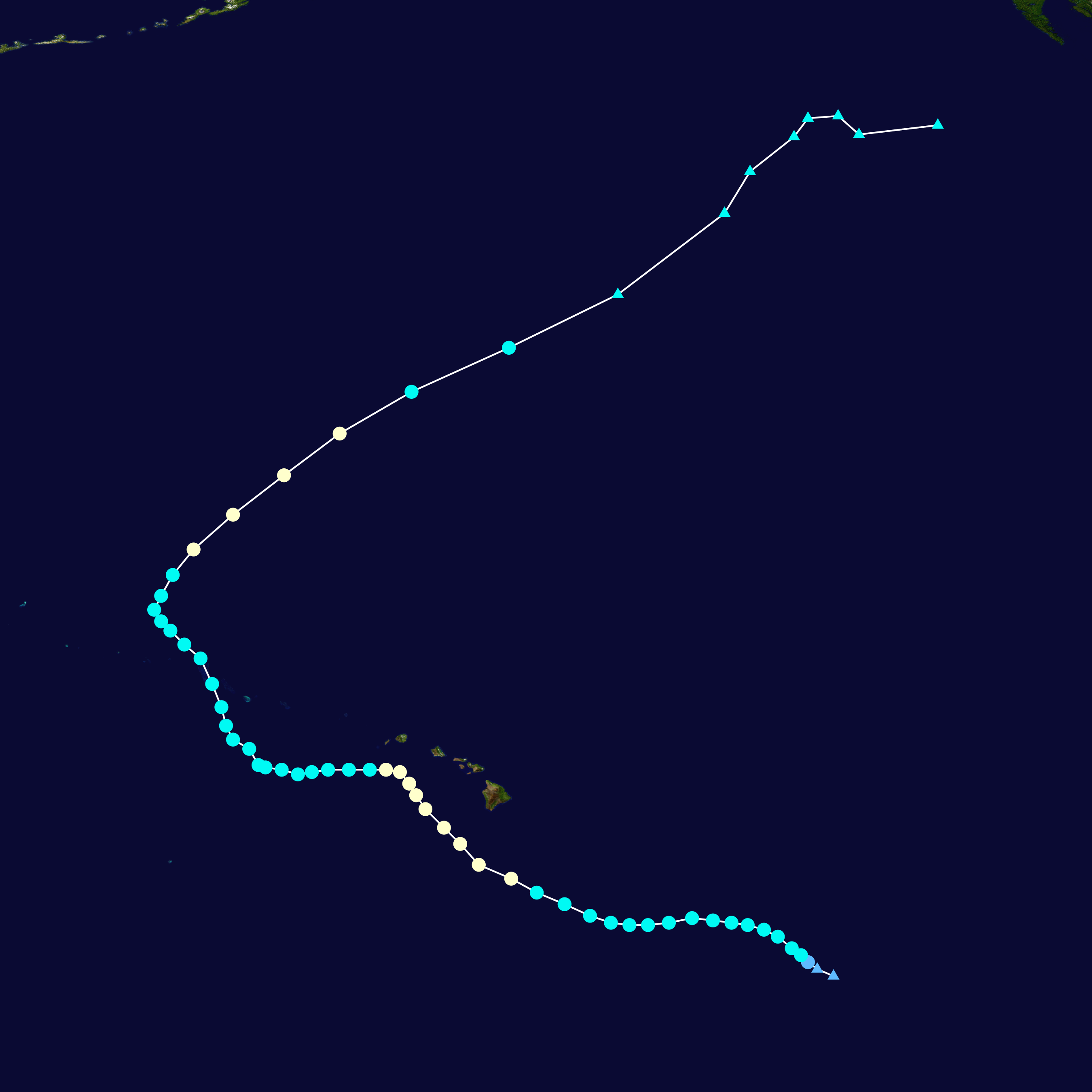
Траєкторія руху і інтенсивності Урагану Ана

У середині жовтня 2014 року в центральній частині Тихого океану на низьких широтах зберігалася неорганізована, але глибока конвекція. До 12 жовтня Центральний тихоокеанський ураганний центр (CPHC) відзначив можливість тропічного циклогенезу поблизу конвекції. Протягом наступного дня відбулася швидка організація, коли утворилася область низького тиску, і конвекція стала значно краще організованою. Виходячи з цього, о 21:00 UTC було видано попередження щодо тропічної депресії Two-C. Подальша організація продовжувалася в системі, і наступного дня циклон був оновлений до тропічного шторму Ана.
Холодний фронт, який проходив через центральну частину Тихого океану, почав послаблювати субтропічний хребет на півночі Ани, що дозволило йому набрати силу, коли він рухався на захід завдяки глибокому керуючому потоку. У сприятливому середовищі з температурою поверхні моря, що перевищує норму, Ана поступово посилювався, рухаючись на північний-захід у напрямку до Гаваїв, зрештою став ураганом о 21:00 UTC 17 жовтня, незадовго до досягнення піку інтенсивності через дев'ять годин о 06:00 UTC 18 жовтня приблизно в 120 милях (190 км) на південний-захід від Великого острова. [Ана почала вигинатися на захід, і незабаром після цього почало послаблюватися, і о 06:00 UTC 20 жовтня інтенсивність урагану впала нижче рівня.
Ана продовжувала рухатися на захід від Гавайських островів, поки не досягла західної периферії субтропічного хребта, і холодний фронт почав поширюватися до нього. У цей момент Ана ослабла до мінімального тропічного шторму. Коли він повернувся на північний-схід, тепла температура поверхні моря призвела до швидкої реорганізації та зміцнення Ани, і до 03:00 UTC 25 жовтня Ана знову перетворилася на ураган, із заповненим хмарами оком, що розвивається поряд з іншими структурними вдосконаленнями. Коли він прискорився на північний-схід зі швидкістю 40 миль/год (64 км/год), Ана піддалася зсуву вітру та знову ослабла до тропічного шторму. До 15:00 UTC 26 жовтня Ана перейшла у позатропічний циклон. За даними CPHC, це зробило Ану найдовшим тропічним циклоном із найдовшим відстеженням, який повністю залишився в центральній частині Тихого океану. Позатропічний залишок Ани продовжував мчати на північний схід через Тихий океан, перш ніж вийти на сушу в Британській Колумбії, розсіюючись згодом 28 жовтня.

## Підготовка та наслідки

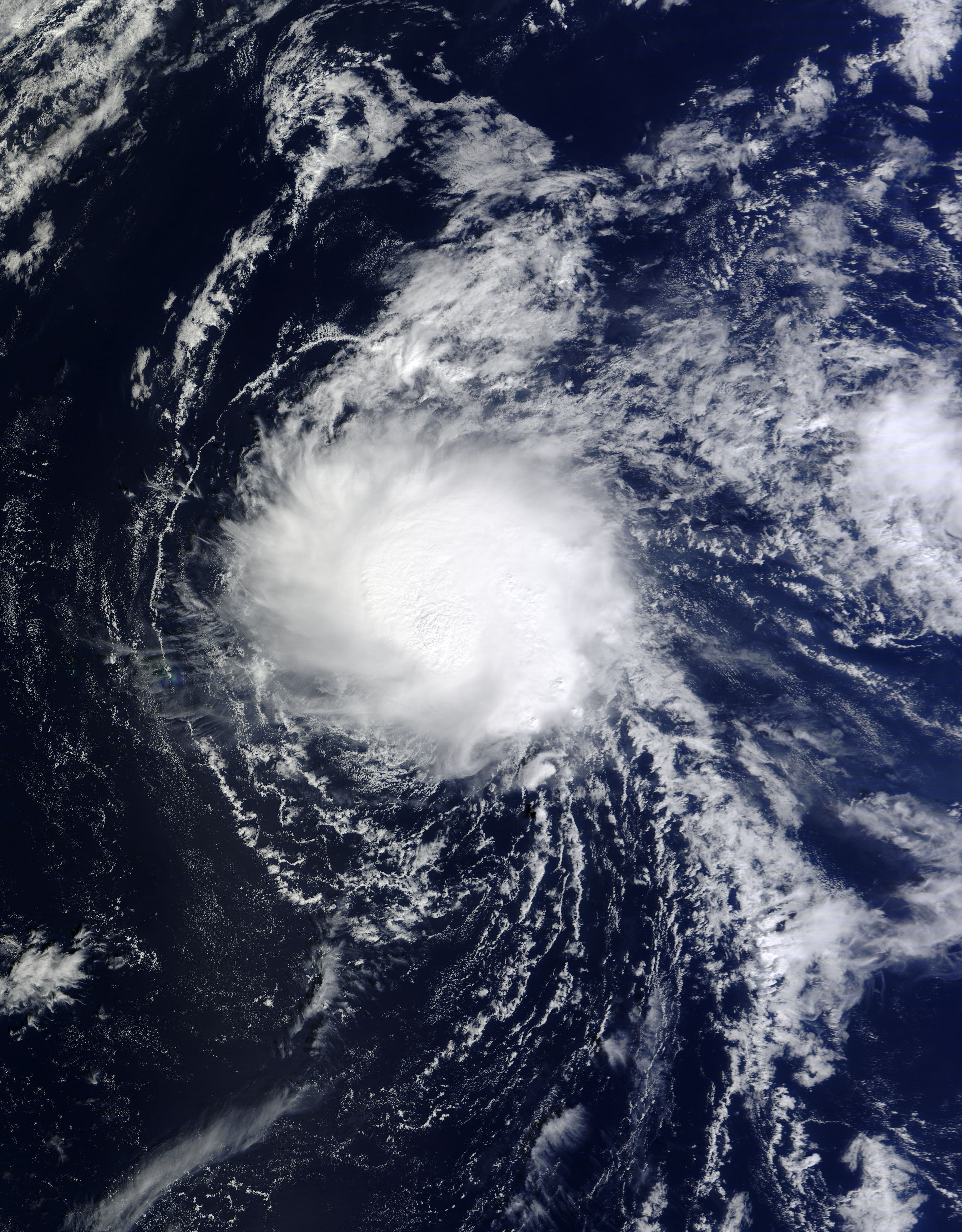
Тропічний шторм «Ана» біля атолу Френч-Фрігейт-Шолс 22 жовтня

Починаючи з 15 жовтня, на Гаваях було оголошено попередження про тропічний циклон, починаючи з спостереження за тропічним штормом на Великому острові. Через три дні попередження про тропічний шторм було оголошено для Кауаї та Ніїхау і було розширено, щоб включити частини національного морського пам’ятника Папаханаумокуакеа. Загроза шторму змусила закрити парки та пляжі штату. Проходячи на південь від Гаваїв, Ана викликала сильні опади на більшості островів, пік яких досяг 11,67 дюймів (296 мм) у Кеаумо на Великому острові. Дощі прошли на Піщаному острові Водоочисна станція в Гонолулу переповнилася, через що близько 5000 галонів частково очищених стічних вод було направлено в гавань Гонолулу.

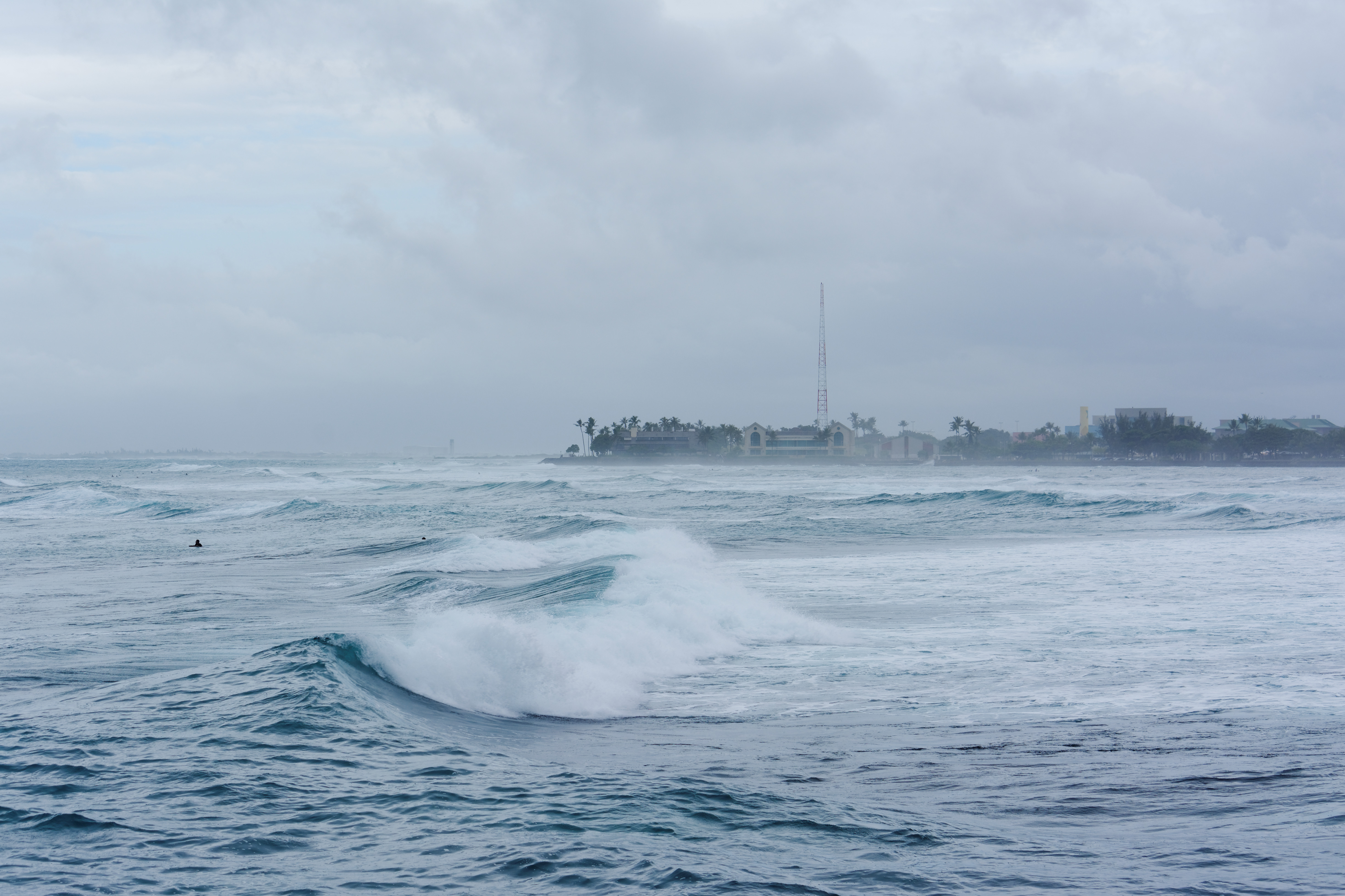
Ураган Ана з Чарівного острова, Гонолулу.

Хоча на Великому острові не надходило жодних повідомлень про пошкодження вітру від урагану в режимі реального часу, у звіті після шторму в листопаді 2014 року житель Кіт Робінсон повідомив, що були пошкодження в південних околицях Ніїхау. Він повідомив про значні пошкодження рослинності, а також про вирівнювання верхівок дерев за «приблизним діапазоном вітру за шкалою Бофорта 40–50 миль/год (64–80 км/год)». Хоча це не було офіційно підтверджено, CPHC вирішила розглядати звіт як частину умов, які виникли в районі, який був під попередженням про тропічний шторм.